# Václav Norbert Oktavián Kinský
Václav Norbert Oktavián hrabě Kinský z Vchynic a Tetova (německy Wenzel Norbert Octavian Graf Kinsky von Wchinitz und Tettau; 1. dubna 1642 Praha – 3. ledna 1719 Praha) byl český šlechtic a politik z rodu Kinských. Dlouhodobě zastával vysoké funkce ve správě Českého království, nakonec byl nejvyšším kancléřem (1705–1711) a v roce 1712 získal Řád zlatého rouna. Dědictvím a nákupy shromáždil rozsáhlý majetek v různých částech Čech. Statky byly po jeho smrti rozděleny mezi pět synů.

## Život
Narodil se jako mladší syn Jana Oktaviána Kinského (1604–1679) a jeho manželky Markéty Magdaleny z Porcie (1608–1654). Po vystudování práv na pražské univerzitě vstoupil do státní služby, svou kariéru zahájil jako rada apelačního soudu (1676). V letech 1688–1690 byl prezidentem apelačního soudu. Od roku 1689 byl tajným radou a jako vysoký státní úředník zároveň členem sboru královských místodržících. V letech 1690–1696 byl nejvyšším zemským sudím a pak v letech 1696–1704 nejvyšším zemským komořím, v roce 1703 byl též císařským zplnomocněncem u českého zemského sněmu. V roce 1705 byl povolán do Vídně a stal se dvorský kancléřem a tuto funkci vykonával do roku 1711. Přibližně od roku 1707 pobýval znovu častěji v Čechách, z funkce byl odvolán po nástupu Karla VI. a tehdy definitivně opustil Vídeň. V roce 1712 se stal rytířem Řádu zlatého Rouna.

## Majetek
Po otci zdědil panství Česká Kamenice (1679), které se na přelomu 17. a 18. století díky rozvoji sklářství stalo prosperujícím hospodářským celkem., po starším bratru Františku Oldřichovi později převzal Chlumec nad Cidlinou spolu s pražským palácem v Nerudově ulici. Sám mezitím koupil dva domy na Hradčanech v ulici Pohořelec, které sjednotil do podoby barokního paláce. Ve Vídni koupil v roce 1705 palác od rakouského kancléře Filipa Ludvíka ze Sinzedorfu. Pro zajištění početného potomstva přistoupil počátkem 18. století k velkým obchodním transakcím, jimiž významně rozšířil rodový majetek. Jako věřitel Jana Felixe Brandsteina převzal v roce 1704 Koloděje nad Lužnicí, o rok později koupil v severních Čechách panství Sloup za 280 000 zlatých. Od Trauttmansdorffů získal v roce 1709 panství Choceň. V roce 1712 koupil od Talmberků panství Rataje nad Sázavou. Poslední velkou transakci provedl krátce před svou smrtí, v roce 1718 koupil od Bruntálských z Vrbna hrad Rychmburk s městem Rosice a 22 vesnicemi. Další akvizice (Prčice, 1713; Chocenice, 1715) měly jen krátkodobý charakter a dědicové Václava Norberta je prodali brzy po jeho smrti. Jako aktivní stavebník se Václav Norbert Oktavián angažoval především v Chlumci nad Cidlinou, kde nechal postavit loretánskou kapli, budovu Majorátu a mariánský sloup. Po roce 1710 podnikl stavební úpravy na zámku v Chocni.
Díky soustavnému růstu majetku a problematickým vztahům se syny změnil Václav Norbert Oktavián několikrát svou závěť, její poslední verze pocházela z roku 1717. Podle pozůstalostního inventáře zanechal svým potomkům majetek v hodnotě téměř 2 700 000 zlatých a jednalo se o jeden z největších komplexů v Čechách. Nejstarší dva synové Bernard František Antonín a Jan Václav Oktavián byli z dědictví prakticky vyloučeni a odškodněni jen drobnými statky a finanční hotovostí. Třetí syn František Ferdinand převzal fideikomis Chlumec nad Cidlinou spolu s pražským palácem v Nerudově ulici (součástí fideikomisu byla také knihovna a stříbrný servis), dále pak zdědil panství Kratonohy. Další syn Štěpán Vilém, pozdější první kníže Kinský, zdědil panství Rataje nad Sázavou, Rosice, Rychmburk a Choceň. Panství Česká Kamenice a Sloup zdědili společně synové z druhého manželství Filip Josef a Josef Jan Maxmilián. Nejmladší syn František Karel převzal jako dědický podíl Prčici a Koloděje nad Lužnicí.

## Rodina
Byl dvakrát ženat, poprvé se oženil v roce 1668 s hraběnkou Annou Marií Barborou Bořitovou z Martinic (1652 – 6. (nebo snad 15.) prosinec 1694 Jawor), dcerou Maxmiliána Valentina Bořity z Martinic (1612 – 20. 12. 1677 Praha) a jeho manželky (sňatek 30. 9. 1645) Anny Kateřiny Bukůvkové z Bukůvky († 17. 10. 1681 / 1685). Podruhé se oženil 3. června 1697 s Marií Annou Terezií z Nesselrode zu Ereshoven († 6. 10. 1716). Z obou svazků vzešlo 15 dětí, z prvního manželství devět, z druhého šest.
[Děti z 1. manželství:]
- 1. František Antonín (1669–1669)
- 2. Bernard František Antonín (1669[6] - únor / listopad 1737), měl vadu zraku a asi i duševní chorobu, byl prohlášen za slabomyslného[7]
- 3. Marie Alžběta (1670 – 4. 10. 1747)[8]
  - 1. ∞ (19. 2. 1689) Ferdinand z Trauttmansdorffu († 24. 2. 1692)
  - 2. ∞ (29. 2. 1692) Václav Desiderius z Nostic-Rienecku (24. 5. 1669 – 10. 12. 1700)
  - 3. ∞ (26. 2. 1702) František Karel Vratislav z Mitrovic (1. 9. 1679 – 23. 4. 1750 Jince)
- 4. Anna Františka Johanna Josefa Michaela Judita (1672 – 24. 7. 1738)
  - 1. ∞ (1693) Michael Johann Joachim ze Sinzendorfu (31. 5. 1665 – 28. 2. 1697)
  - 2. ∞ (po 1697) Ferdinand Karel Marquard Hrzán z Harasova († 1725)
- 5. Jan Václav Oktavián (1673[9] – 27. 8. 1733), byl psychicky nevyrovnaný[10]
  - ∞ Anna Sibylla Marie Eleonora z Billecke-Höllinghofenu (nebo Eleonora Sibylla Markéta z Bülowa), jejich dcera:
    - 1. Marie Anna Františka Terezie (1699 – 26.3.1737 Praha)
      - ∞ František Karel I. Vratislav z Mitrovic a Schönfeldu (16. 8. 1696 Praha – 25. 2. 1759 Praha)
- 6. Johanna Charlotta (27. 7. 1675 Praha – 23. 2. 1755 Vídeň)
  - ∞ (28. 2. 1696) Jeroným (Hieronymus) z Colloreda (12. 3. 1674 Udine – 2. 2. 1726 Vídeň)
- 7. Marie Markéta Josefa (1676 – 1766)
  - ∞ (16. 7. 1702) František Antonín z Trauttmansdorffu (23. 3. 1679 – 8. 4. 1762)
- 8. František Ferdinand (1. 1. 1678 – 13. 9. 1741, pohřben v kostele Nejsvětějšího Salvátora v Praze), nejvyšší kancléř Českého království
  - 1. ∞ (únor 1706) Marie Terezie z Fünfkirchenu (10. 6. 1675 – 17. 8. 1729)
  - 2. ∞ (10. 4. 1730) Marie Leopoldina Pálffyová z Erdödu (28. 8. 1714 – 3. 3. 1759)
    - [jeho děti z 1. manželství:]
    - 1. Václav-Josef (22. 2. 1707 – 1708)
    - 2. František Václav Kajetán (7. 1. 1708 – 3. 11. 1708)
    - 3. Karel Josef (1. 5. 1711 – 7. 9. 1717)
    - 4. Leopold Ferdinand (17. 1. 1713 Chlumec nad Cidlinou – 24. 10. 1760)
    - ∞ (6. 9. 1734 Vídeň) Marie Tereza Capece dei Marchesi di Rofrano (3. 6. 1715 – 12. 11. 1778)
    - [jeho děti z 2. manželství:]
    - 5. Josef (22. 2. 1731 – 7. 2. 1804)
    - 6. Marie Anna (1736 – květen 1752)
    - 7. Marie Josefa (11. 10. 1738 – 1767)
      - ∞ (1766) Maxmilián František Xaver Daun (3. 10. 1721 – 17. 6. 1788)

    - 8. František-Josef (23. 4. 1737 / 6. 12. 1739 Praha – 9. 6. 1805 Vídeň, pohřben ve Vídeňském Novém Městě), rakouský generál
      - ∞ (29. 7. 1779) Marie Renata z Trauttmansdorffu (1. 2. 1741 – 6. 3. 1808)

    - 9. Marie Antonie (12. 12. 1739 – 28. 3. 1816)
      - ∞ (1. 6. 1755) František de Paula Adam Vratislav z Mitrovic (23. 5. 1732 – 19. 7. 1788 Praha)
- 9. Štěpán Vilém (26. 12. 1679 – 12. 3. 1749, pohřben v kostele Nejsvětějšího Salvátora v Praze), 1. kníže Kinský
  - ∞ (25. 2. 1712) Marie Josefa Antonie z Dietrichsteinu (9. 6. 1694 – 3. 9. 1758), jejich děti:
    - 1. Evžen František (1719–1726)
    - 2. Františka Josefa (1720–1720)
    - 3. Marie Terezie Josefa Maxmiliána (13. 9. 1721 – 13. 8. 1751)
      - ∞ (18. 8. 1743) Jiří Olivier z Wallisu (8. 2. 1686 – 19. 12. 1744)

    - 4. Charlotte (1723–1728)
    - 5. František Josef (11. 10. 1726 – 23. 9. 1752), 2. kníže Kinský
      - ∞ (28. 8. 1748) Marie Leopoldina Pálffyová z Erdödu (10. 9. 1729 – po 1748)

[Děti z 2. manželství: ]
- 10. Eleonora Josefa (1698 – 18. 6. 1782)
  - ∞ (1726) Jindřich Julius z Gilleis (1. 8. 1687 – 18. 6. 1782)
- 11. Marie Terezie (7. 1. 1700 – 16. 1. 1775)
  - ∞ (27. 5. 1717) Ludvík Arnošt Batthyány (1. 3. 1690 – 27. 10. 1765)
- 12. Filip Josef František (28. 11. 1700 – 12. 1. 1749, pohřben v kostele Nejsvětějšího Salvátora v Praze), nejvyšší kancléř Českého království
  - ∞ (17. 11. 1722) Marie Karolína Bořitová z Martinic (2. 1. 1700 – 12. 5. 1785), jejich děti:
    - 1. František Karel (2. 11. 1722 – 6. 1. 1728)
    - 2. Karel Josef (30. 8. 1723 – 1. 10. 1724)
    - 3. Marie Josefa (14. 10. 1724 Praha – 11. 8. 1754 Vídeň)
      - ∞ 2. květen 1740 Vídeň Michael Jan IV. z Althannu (5. 4. 1710 – 16. 12. 1778)

    - 4. František Oldřich (23. 4. 1726 Zlonice – 18. 12. 1792 Praha), 3. kníže Kinský z Vchynic a Tetova
      - ∞ 14. duben 1749 Marie Sidonie z Hohenzollern-Hechingenu (24. 2. 1729 – 28. 4. 1815)

    - 5. Marie Anna (10. 7. 1727 – 13. 9. 1733)
    - 6. Marie Tereza (14. 4. 1730 – 27. 3. 1797)
      - ∞ 15. duben 1765 Otto-Filip z Hohenfeldu (18. 2. 1733 – 17. 4. 1799)

    - 7. Marie Antonie (2. 2. 1732–1803)
      - 1. ∞ 1752 Mikuláš Erdödy (1719 – 31. 8. 1757)
      - (?) 2. ∞ 1759 Kryštof Erdődy z Monyorókeréku a Monoszló (1726–1777)

    - 8. Jan Josef Maxmilián (1. 5. 1734 – 16. 5. 1790)
      - ∞ 25. duben 1758 Marie Terezie z Auerspergu (22. 3. 1735 – 15. 11. 1800)
- 13. Josef Jan Maxmilián (13. 10. 1705 – 17. 4. 1780), majitel sklárny
- 14. Marie Aloisie Stefanie (26. 12. 1707 – 21. 8. 1786)
  - 1. ∞ (12. 3. 1726) Norbert František z Vrbna a Bruntálu (30. 4. 1682 – 30. 4. 1729)
  - 2. ∞ (1. 1. 1737) Rudolf Chotek z Chotkova (14. 3. 1707 – 7. 7. 1771)
- 15. František Karel (9. 3. 1709 – 14. 10. 1734 podlehl zraněním po bitvě nedaleko Guastally)